# Браян Фрийман
Браян Фрийман (на английски: Brian Freeman) е американски писател на произведения в жанра психологически трилър. Заедно със своя литературен агент Али Гън пише чиклит под псевдонима Али О'Брайън (Ally O'Brien).

## Биография и творчество
Браян Фрийман е роден на 28 март 1963 г. в Чикаго, Илинойс, САЩ. Израства в Сан Матео, Калифорния. Запален читател е на криминална литература от ранна възраст. През 1984 г. завършва Карлтън Колидж, Нортфийлд, Минесота, с отличие бакалавърска степен по английска филология. След дипломирането си работи като директор по маркетинг и връзки с обществеността в международната правна кантора „Faegre & Benson“.
Прави литературния си дебют през 2005 г. с романа „Immoral“ (Неморално) от поредицата „Джонатан Страйд“. Главният герой на поредицата, детектив Страйд, разследва сложни случаи на убийства, в които нищо не е видно на пръв поглед. Романът печели наградата „Макавити“ за най-добър първи роман и е финалист за наградите „Едгар“ и „Бари“.
Автор е и на криминалните поредици „Кейб Болтън“, „Фрост Истън“ и „Шелби Лейк“.
През 2012 г. романът му „Spilled Blood“ (Пролята кръв) печели международната награда за най-добър трилър.
Той е избран от наследниците на Робърт Лъдлъм като официален автор, който да продължи известния франчайз за героя Джейсън Борн. През 2020 г. е издаден 15-ят роман от поредицата „The Bourne Evolution“ (Еволюцията на Борн), който е обявен за един от най-добрите трилъри за 2020 г. от списание „Киркус Ревю“.
Произведенията на писателя са преведени на над 20 езика и са издадени в над 45 страни по света.
Браян Фрийман живее със семейството си в Сейнт Пол, Минесота.

## Произведения

### Самостоятелни романи
- Spilled Blood (2012)[1][2]
- Thief River Falls (2020)
Тъмна звезда, изд.: ИК „ЕРА“, София (2020), прев. Марин Загорчев
- Infinite (2021)
- I Remember You (2022)

### Серия „Джонатан Страйд“ (Jonathan Stride)
1. Immoral (2005)[1][4][4]
2. Stripped (2006)
Vegasбейби, изд.: ИК Прозорец, София (2007), прев. Вергил Немчев
3. Stalked (2005)
4. The Watcher (2008) – издаден и като „In the Dark“
5. The Burying Place (2009)
6. The Cold Nowhere (2013)
7. Goodbye to the Dead (2015)
8. Marathon (2017)
9. Alter Ego (2018)
10. Funeral for a Friend (2020)
11. The Zero Night (2022)

- Spitting Devil (2012)
- Turn to Stone (2014)

### Серия „Кейб Болтън“ (Cab Bolton)
1. The Bone House (2010)[1]
2. Season of Fear (2014)

### Серия „Фрост Истън“ (Frost Easton)
1. The Night Bird (2017)[1]
Нощна птица, изд.: ИК „ЕРА“, София (2020), прев. Марин Загорчев
2. The Voice Inside (2018)
3. The Crooked Street (2019)

### Серия „Шелби Лейк“ (Shelby Lake)
1. The Deep, Deep Snow (2020)[1]
2. The Ursulina (2022)

### Участие в общи серии с други писатели

#### Серия „Джейсън Борн“ (Jason Bourne)
15. The Bourne Evolution (2020)
16. The Bourne Treachery (2021)
- The Bourne Sacrifice (2022)

от серията има още 16 романа от различни автори

### Новели
- The Souls of the Ships (2013)

### Като Али О'Брайън

#### Серия „Тес Дрейк“ (Tess Drake)
1. The Agency (2009)[3]
2. Strijden op stiletto's (2011)